# DJ? Acucrack
DJ? Acucrack – duet założony w Chicago, w stanie Illinois i grający muzykę elektroniczną. Jest to poboczny projekt grupy Acumen Nation i również należy do wytwórni płytowej Crack Nation. Grupa składa się z Jasona Novaka oraz Jamiego Duffy’ego, frontmana i gitarzysty zespołu Acumen Nation.
W 2004 DJ? Acucrack supportował KMFDM, podczas ich trasy koncertowej 20th Anniversary.
W sierpniu 2005 DJ? Acucrack opublikowali nowy album, Killing Mobius. W 2006 koncertowali z Front Line Assembly na ich trasie Artificial Soldier, która trwała bardzo krótko.

## Dyskografia
- Nation State EP (1997)
- Mutants of Sound (1998)
- The Mutants Are Coming and I Believe They Are of Sound (2000)
- Sorted (2000)
- So to Speak (2000)
- The Dope King (2002)
- Mako Vs. Geist (2004)
- Killing Mobius (2005)
- Humanoids From the Deep (2007)
- The Mawn Reproduction (2013)